# Mate Trojanović

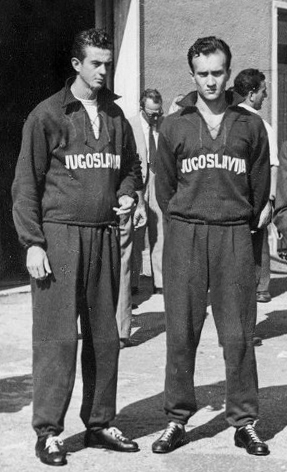
Mate Trojanović (re.) mit Petar Šegvić bei den Olympischen Spielen 1952

Mate Trojanović (* 20. Mai 1930 in Metković; † 27. März 2015) war ein jugoslawischer Ruderer.
Trojanović startete für den Verein HVK Gusar aus Split. Bei den Olympischen Spielen 1952 in Helsinki gewann der jugoslawische Vierer ohne Steuermann mit Duje Bonačić, Velimir Valenta, Mate Trojanović und Petar Šegvić den zweiten Vorlauf und das zweite Halbfinale. Im Finale siegten die Jugoslawen mit 2,9 Sekunden Vorsprung auf den Vierer aus Frankreich und erhielten die einzige olympische Goldmedaille für jugoslawische Ruderer überhaupt.